# Грибель, Фердинанд
Фердинанд Грибель (нем. Ferdinand Griebel; 1819, Берлин — 18 февраля 1858, Торонто) — немецкий скрипач.

## Биография
Выходец из известной берлинской музыкальной семьи, сын фаготиста Иоганна Генриха Грибеля, младший брат гобоиста Генриха Франца Грибеля и виолончелиста Юлиуса Генриха Грибеля. Учился у Леона де Сен-Любена, концертмейстера оркестра в театре Кёнигштадт, затем поступил в этот оркестр. Брал уроки также у Генриха Вильгельма Эрнста и Шарля Огюста де Берио. С 1843 г. концертировал по Европе. В 1848 г., в связи с оскудением европейской музыкальной жизни из-за революционных потрясений, стал одним из 25 молодых немецких музыкантов, образовавших в Берлине частный оркестр «Музыкальное общество Германия» (нем. Musik-Gesellschaft Germania) для работы в Северной Америке. 4 мая 1848 г. оркестр дал в Берлине прощальный концерт, и с сентября 1848 года начал интенсивные гастроли по США и Канаде. Грибель был концертмейстером этого коллектива. В 1851 г. Грибель вместе с оркестром сопровождает американские гастроли Дженни Линд, в 1852 г. — Кэтрин Хайес. В 1853 г. Грибель уходит из оркестра и поселяется в Торонто, став, по-видимому, первым профессиональным скрипачом высокого уровня, постоянно обосновавшимся в Канаде. В последние пять лет своей жизни Грибель дал в Торонто по меньшей мере 36 концертов.
Племянник Грибеля — видный американский архитектор Джордж Генри Грибель.